# امریکن مگاترندز
امریکن مگاترندز (انگلیسی: American Megatrends) که با نام AMI فعالیت میکند، یک شرکت نرم‌افزاری و سخت‌افزاری در جورجیای آمریکا است، که در زمینه طراحی تولید سخت‌افزار و ثابت‌افزار کامپیوتری تخصص دارد. این شرکت در سال ۱۹۸۵ تأسیس شد و تاکنون تامین‌کننده مادربورد و بایوس شرکت‌های فراوانی بوده‌است. بایوس مگاترندز تحت عنوان «AMIBIOS» شناخته می‌شود. مگاترندز در سال ۲۰۱۴، نرم‌افزاری برای اجرای همزمان ویندوز و اندروید معرفی کرد و در سال ۲۰۱۸ به آن پایان داد.